# Lac Brébeuf
Pour les articles homonymes, voir Brébeuf.
Le lac Brébeuf est un plan d'eau tributaire de la rivière Saint-Jean. Il est situé dans la municipalité de Rivière-Éternité, dans la MRC du Fjord-du-Saguenay de la région administrative Saguenay–Lac-Saint-Jean, dans la province de Québec, au Canada.
Le lac Brébeuf est intégré à la zec du Lac-Brébeuf, une zone d'exploitation contrôlée.
La partie sud-ouest du lac Brébeuf est desservie par une route forestière provenant du village de Saint-Félix-d'Otis où elle se relie à la route 170. Quelques autres routes forestières secondaires desservent le secteur du lac pour les besoins de la foresterie et des activités récréotouristiques.
La foresterie constitue la principale activité économique du secteur ; les activités récréotouristique, en second.
La surface du lac Brébeuf est habituellement gelée de la fin novembre au début avril, toutefois la circulation sécuritaire sur la glace se fait généralement de la mi-décembre à la fin mars.

## Géographie
Les principaux bassins versants voisins du lac Brébeuf sont :
- côté nord : lac Bailoquet, lac Éternité, lac Otis, lac à la Croix, rivière Saguenay ;
- côté est : lac Périgny, rivière Saint-Jean, rivière Petit Saguenay, rivière Saguenay ;
- côté sud : rivière à la Catin, rivière Cami, lac des Canots, rivière à Pierre, lac Vipère, lac Cinto, rivière à Mars Nord-Ouest ;
- côté ouest : rivière Pierre, bras de Ross, rivière Ha! Ha!.

Le lac Brébeuf comporte une longueur de 12,5 km segmenté en trois parties, une largeur maximale de 1,4 km, une altitude est de 226 m et une superficie de km2. Le courant de la rivière Pierre traverse le lac Brébeuf sur 2,9 km vers l’est. Ce lac comporte une presqu’île rattachée à la rive sud formant un détroit d’une centaine de mètres le long de la rive nord du lac ; cette presqu’île forme du côté est l’Anse à Taschereau. Le lac Brébeuf est surtout alimenté par la rivière Pierre, bras de Ross, le ruisseau des Papinachois et la décharge du lac Rond. Les principales baies autour du lac sont : anse à Bacalem, anse à la Balle et l’anse à Taschereau. Le mont du lac Bruno (altitude : 334 m) est situé à 0,2 km sur la rive sud-ouest. Tandis que la rive nord-est comporte plusieurs sommets excédent 450 mètres.
L'embouchure du lac est située dans une petite baie du côté est du lac, soit à :
- 4,7 km au sud du lac Éternité ;
- 14,2 km au sud-est du centre du village de Saint-Félix-d'Otis ;
- 21,0 km au sud-est d’une baie de la rivière Saguenay ;
- 23,8 km au nord-est du lac Ha! Ha! ;
- 27,4 km au sud-est de la confluence de la rivière Saint-Jean et de la rivière Saguenay ;
- 47,7 km au sud-est du centre-ville de Saguenay ;
- 61,3 km au sud-ouest du centre-ville de Tadoussac.

À partir de l'embouchure du lac Brébeuf, le courant descend la rivière Saint-Jean sur 38,9 km vers le nord-est, puis descend vers l'est la rivière Saguenay sur 45,7 km jusqu'à Tadoussac où cette dernière rivière se déverse dans le fleuve Saint-Laurent.

## Toponymie
Né à Condé-sur-Vire, en France, le père jésuite Jean de Brébeuf (1593-1649) vient en Nouvelle-France, en 1625. Il est missionnaire chez les Innus, près de Québec (ville), puis dans la Huronie où il fonde une mission. Il s’y trouve avec le père Gabriel Lalemant lorsque, le 16 mars suivant, les Iroquois mènent une attaque meurtrière contre les établissements wendats (hurons). Les pères Brébeuf et Lalemant sont alors ramenés à la mission Saint-Ignace (région de Midland (Ontario)) où ils meurent après avoir été torturés. Le pape Pie XI le canonise, le 20 juin 1930, en même temps que six autres jésuites victimes du même sort, entre 1642 et 1649.
Le toponyme « lac Brébeuf » a été officialisé le 5 décembre 1968 par la Commission de toponymie du Québec.